# Análise custo-benefício
A análise custo-benefício (ACB) é uma abordagem sistemática para estimar as forças e as fraquezas de alternativas que satisfaçam as transações, as atividades ou os requisitos funcionais de um negócio ou de uma atividade. É uma técnica que é usada para determinar as opções que fornecem a melhor abordagem para a adoção e a prática em termos de ganhos de trabalho, de tempo e de custos, etc. A ACB é também definida como um processo sistemático para calcular e comparar os benefícios e custos de um projeto, decisão ou política pública (doravante designados por "projeto").
Em termos gerais, a ACB tem duas finalidades:
1. Determinar se é acertado tomar uma decisão ou levar a cabo um investimento (justificação/viabilidade),
2. Proporcionar uma base para comparação de projetos. Passa por comparar o custo total esperado de cada opção com os benefícios esperados totais, para concluir se os benefícios ultrapassam os custos e por que montante.

A ACB está relacionada, mas é distinta da análise custo-eficácia. Na ACB, os benefícios e os custos são expressos em termos monetários e são ajustados pelo valor temporal do dinheiro, para que todos os fluxos de benefícios e fluxos dos custos do projeto ao longo do tempo (que tendem a ocorrer em pontos diferentes no tempo) sejam expressos numa base comum em termos do seu "valor atual líquido."
São relacionadas, mas ligeiramente diferentes, as seguintes técnicas: análise custo-eficácia (cost-effectiveness analysis), análise custo-utilidade (cost–utility analysis), análise risco–benefício (risk–benefit analysis), análise do impacto económico (economic impact analysis), análise do impacto fiscal (fiscal impact analysis) e análise do retorno social do investimento (social return on investment (SROI) analysis).

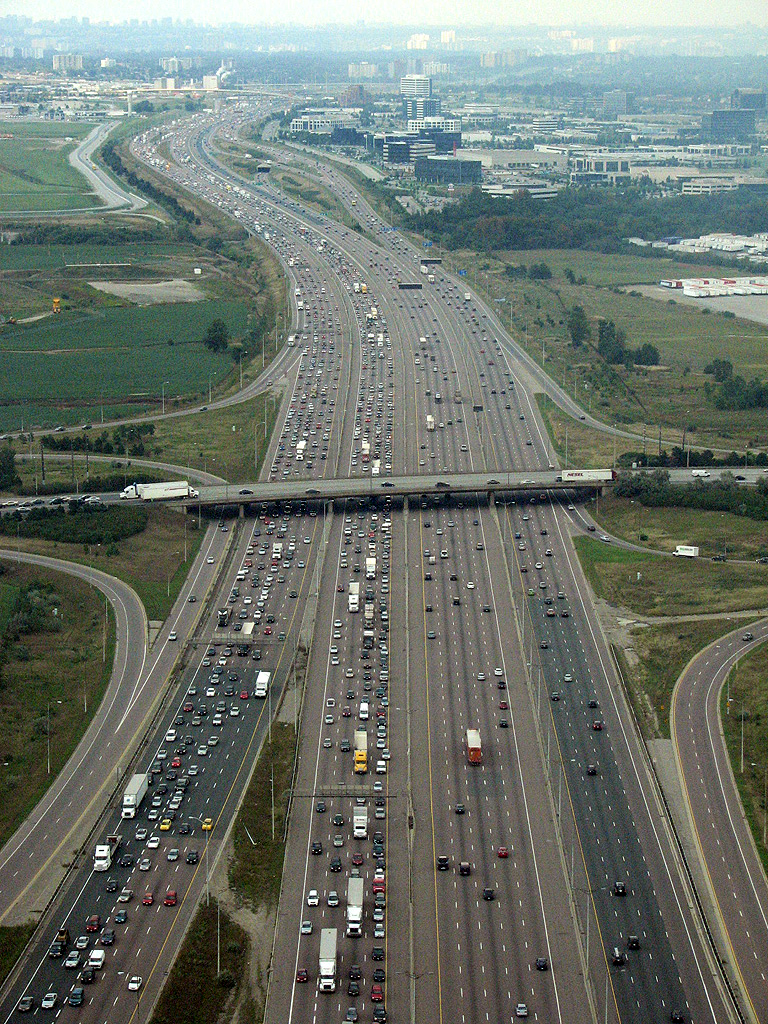
Autoestrada 401 em Ontário, Canadá, uma das mais movimentadas da América do Norte, como exemplo de investimento público

## Teoria
A análise custo-benefício é usada frequentemente por governos e outras organizações, como empresas do setor privado, para avaliar a conveniência de uma política determinada. É uma análise da comparação dos benefícios e custos esperados, considerando também as alternativas que se perdem e a manutenção do status quo. A ACB ajuda a prever se os benefícios de uma política superam os respectivos custos e se são superiores aos de outras alternativas (ou seja, podemos ordenar políticas alternativas em termos da relação custo-benefício).
Em geral, a correta análise custo-benefício identifica as escolhas que aumentam o bem-estar social de uma perspectiva utilitarista. Com base numa correta ACB, a alteração do status quo pela implementação da alternativa com o menor rácio custo-benefício pode melhorar o óptimo económico.
Um analista usando a ACB deve reconhecer que é difícil uma avaliação perfeita de todos os custos e proveitos presentes e futuros, e ainda que possa oferecer uma estimativa bem fundamentada da melhor alternativa, o uso da ACB não garante que seja alcançada a perfeição em termos de eficiência económica e de bem estar social.

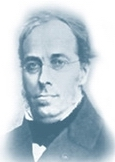
O economista francês Jules Dupuit a quem é atribuída a criação da análise custo–benefício.

O conceito de ACB remonta a 1848 com um artigo de Jules Dupuit e foi formalizado em trabalhos subsequentes por Alfred Marshall.

## Sequência
A seguir está uma lista dos passos que uma análise de custo-benefício genérica engloba.
1. Listar os projectos/programas alternativos.
2. Listar as partes interessadas ou intervenientes (stakeholders).
3. Selecionar as medidas e quantificar todos os elementos dos custos e dos proveitos.
4. Prever os custos e os proveitos ao longo do período de tempo relevante.
5. Converter todos os custos e proveitos em unidades monetárias comuns.
6. Aplicar a taxa de atualização ou de desconto.
7. Calcular valor atual líquido das opções do projeto.
8. Executar uma análise de sensibilidade.
9. Adoptar e implementar a escolha recomendada.

## Avaliação
A ACB tenta medir as consequências positivas ou negativas de um projeto, que podem incluir:
1. Efeitos sobre os utilizadores ou participantes
2. Efeitos sobre os não-utilizadores ou não-participantes
3. Externalidades
4. Valor de opção (option value) ou outros benefícios sociais.

Uma discriminação similar é utilizada na análise ambiental do valor económico total (total economic value). Tanto os custos e os benefícios podem ser de diversa índole. Os custos financeiros tendem a ser mais profundamente representados nas análises de custo-benefício devido a haver dados de mercado relativamente abundantes. Os proveitos líquidos de um projeto podem incorporar a redução de custos ou a compensação pública designada por disponibilidade para pagar (willingness to pay), se o público não tem direito legal aos proveitos da política, ou a compensação designada por disponibilidade para aceitar (willingness to accept), se o público tem direito aos proveitos da política, da mudança de bem-estar resultante da política. O princípio orientador de avaliar os proveitos/benefícios é listar todas as (categorias de) partes afetadas por uma dada intervenção e adicionar o valor (positivo ou negativo), geralmente monetário, que elas atribuem ao efeito dessa intervenção sobre o seu bem-estar.
A compensação real que um indivíduo exigiria ter no seu bem-estar por uma dada política é quanto muito inexata. São frequentemente usados inquéritos (técnicas de preferência declarada) ou o comportamento do mercado (técnicas de preferência revelada) para estimar a compensação associada a uma dada política; no entanto, os entrevistados de inquéritos muitas vezes têm fortes incentivos para esconder as suas verdadeiras preferências e o comportamento do mercado não fornece qualquer informação sobre os importantes impactos não mercantis no bem-estar.

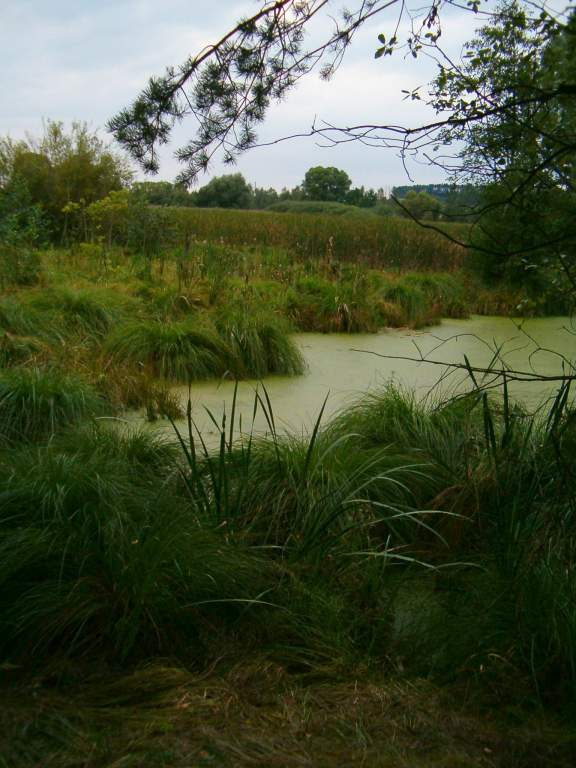
As zonas húmidas podem ser usadas para digerir resíduos.

Uma questão controversa é a valorização da vida humana, por exemplo, quando se avaliam as medidas de segurança rodoviárias, ou de medicamentos que salvam vidas. No entanto, isto por vezes pode ser evitado usando a técnica relacionada da análise de custo-utilidade, em que os benefícios são expressos em unidades não-monetárias, como anos de vida ajustados pela qualidade (quality-adjusted life year). Por exemplo, a segurança rodoviária pode ser medida em termos de custo por vida salva, sem formalmente se atribuir um valor financeiro sobre a vida. No entanto, tais métricas não-monetárias têm utilidade limitada para avaliar políticas alternativas com resultados substancialmente diferentes. Além disso, muitos outros benefícios podem derivar dessas políticas, e métricas como o custo por vida salva podem levar a uma ordenação das alternativas substancialmente diferente da que se obtém com a tradicional análise custo-benefício.
Outro aspecto controverso é a valorização do ambiente, que no presente é normalmente avaliado pela atribuição de valor pelos serviços ambientais para os seres humanos, tais como ar, qualidade da água e poluição. Também podem ser atribuídos valores monetários a outros efeitos intangíveis como a reputação empresarial, o domínio de mercado ou o alinhamento de estratégia empresarial a longo prazo.

## Tempo e actualização (ou desconto)
A ACB genericamente tenta colocar todos os custos e benefícios relevantes numa plataforma temporal comum usando cálculos do valor temporal do dinheiro. Isto é feito normalmente convertendo os fluxos futuros esperados dos custos e proveitos num montante de valor actual utilizando uma taxa de actualização/desconto. Estudos empíricos sugerem que, na realidade, as pessoas também descontam assim o futuro.
A escolha da taxa de atualização/desconto é subjetiva. Uma taxa menor valoriza as futuras gerações num nível igual ao da geração atual. Maiores taxas (por exemplo, uma taxa de rendibilidade de mercado) reflete a posição dos seres humanos de valorizar mais o dinheiro que recebem hoje do que o dinheiro que recebem no futuro. A escolha tem uma grande diferença na avaliação de intervenções com efeitos a longo prazo. Uma questão é o enigma do prémio de rendibilidade das acções (equity premium puzzle), por a rendibilidade de longo prazo das acções ser bastante mais elevada do que deveria ser. Se assim é, então indiscutivelmente as taxas de retorno de mercado não devem ser usadas para determinar uma taxa de atualização/desconto, porque ao fazê-lo haveria o efeito de subvalorização do futuro distante (por exemplo, das alterações climáticas).

## Risco e incerteza
O risco associado às previsões do projeto é geralmente tratado usando a teoria das probabilidades. A taxa de atualização/desconto poderia ser ajustada pelo risco (para ter uma incerteza crescente ao longo do tempo), mas geralmente o risco é considerado em separado. Frequentemente é dada uma especial atenção à aversão ao risco — entre evitar uma dada perda ou obter um ganho da mesma dimensão, as pessoas preferem em geral (irracionalmente) a primeira hipótese.
A incerteza nos parâmetros da ACB (diferente do risco de falência do projeto, etc.) pode ser avaliada usando uma análise de sensibilidade, que mostra como o resultado do projecto responde às variações dos parâmetros. Alternativamente, pode ser realizada uma análise de risco mais formal usando simulações de Monte Carlo.

## A ACB e o investimento público nos EUA e noutros países
O início do uso da ACB nos EUA deu-se após uma Lei Federal de Navegação de 1936 exigir a efetivação da análise custo-benefício para as propostas de infra-estruturas marítimas a nível federal. Depois, em 1939, uma lei federal relativa à construção de barragens (Flood Control Act) foi o normativo que estabeleceu a ACB como instrumento a nível federal dos EUA, exigindo que "os benefícios a quem venham a usufruir...excedam os custos estimados".
A justificação para uma mais ampla política pública começou com a obra de Otto Eckstein, que em 1958 apresentou a fundamentação da ACB em termos de bem-estar económico e a sua aplicação no desenvolvimento dos recursos hídricos.  Ao longo dos anos 1960s, a ACB foi aplicada nos EUA para a qualidade da água, as viagens de recreio, e a conservação da natureza. Nesta época foi desenvolvido o conceito de valor de opção (option value) que representa o valor de bens não tangíveis como o de preservar recursos como os parques naturais.
A ACB foi depois desenvolvida para tratar tanto os proveitos incorpóreos como os corpóreos de políticas públicas relacionadas com doenças mentais, o consumo de substâncias nocivas, o ensino universitário, e políticas públicas sobre resíduos químicos. Nos EUA, uma lei de 1969 (National Environmental Policy Act) exigiu pela primeira vez a aplicação da ACB nos programas de regulação, e desde então, outros departamentos lançaram regras similares.
Nos guiões de departamentos públicos para a aplicação da ACB em políticas públicas incluem-se o Guia para a análise regulatória do Tesouro do Canadá, o Guia para a regulação e as finanças do governo da Austrália e nos EUA o Guia para programas de cuidados de saúde, e o Guia para programas de gestão de emergência.

### A ACB e o investimento nos transportes
A aplicação da ACB aos investimentos nos transportes começou no Reino Unido, com o projeto da auto-estrada M1 em 1960. Foi aplicada mais tarde em muitos projetos, incluindo a linha Victoria do Metro de Londres. Mais tarde, a Nova Abordagem da Avaliação (New Approach to Appraisal - NATA) foi adoptada pelo então Departamento dos Transportes, Ambiente e Regiões. Este trabalho apresentava os resultados da análise custo – benefício e pormenorizava as avaliações do impacto ambiental de uma forma equilibrada. A NATA foi aplicada primeiro a redes rodoviárias nacionais em 1998, mas posteriormente estendeu-se a todos os modos de transporte. A partir de 2011 foi uma pedra angular da avaliação dos transportes no Reino Unido sendo mantida e desenvolvida pelo Departamento dos Transportes.
Nos EUA, os Departamentos dos Transportes tanto a nível federal como estadual aplicam usualmente a ACB, usando uma variedade de ferramentas informáticas disponíveis nas quais se incluem o HERS, o BCA.Net, o StatBenCost, o Cal-BC, e o TREDIS. Existem guiões de uso designadamente pelas seguintes  agências: Federal Highway Administration, Federal Aviation Administration, Minnesota Department of Transportation, California Department of Transportation (Caltrans), e Comité Económico do Transportation Research Board.
O projecto da União Europeia HEATCO (Developing Harmonised European Approaches for Transport Costing and Project Assessment), integrado no seu Sixth Framework Programme analisou os guiões de avaliação dos transportes nos estados membros da UE tendo encontrado diferenças significativas entre os vários países. O objetivo do HEATCO era desenvolver linhas de orientação que harmonizassem as práticas de avaliação dos transportes na UE.
O Departamento de Transportes do Canadá promoveu o uso da ACB para os principais investimentos dos transportes com a publicação do seu Guião de Aplicação em 1994.

### A ACB e a regulação nos EUA e críticas
O uso acrescido da ACB no processo regulatório dos EUA é frequentemente associado com a administração de Ronald Reagan que pela Ordem Executiva 12291 tornou obrigatório o uso da ACB no processo regulatório. Reagan candidatou-se ao cargo na base duma plataforma de desregulação, e pouco depois de ter tomado posse em 1981 emitiu aquela OE, que incumbiu o Gabinete que supervisiona os assuntos regulatórios (Office of Information and Regulatory Affairs OIRA) de rever as regulações federais e de exigir às agências federais que elaborassem análises do impacto regulatório, quando o impacto anual pudesse ser estimado em mais de US$100 milhões.
Pouco depois, ainda na década de 1980, começaram a surgir críticas académicas e institucionais à ACB. As três principais críticas foram as seguintes:
1. Que a ACB poderia ser usada para fins políticos. Debates sobre os méritos da comparação de custos e proveitos podem ser usados para desvios a regulamentos, regras e objetivos políticos ou filosóficos.
2. A ACB é inerentemente anti-regulatória, portanto não é uma ferramenta de análise neutra. Este é um argumento ético: que a monetarização dos impactos das políticas é uma ferramenta inadequada para avaliar coisas tais como riscos de mortalidade e impactos distributivos.
3. Que o período de tempo necessário para completar a ACB pode criar atrasos significativos, que podem impedir medidas regulatórias.

Estas críticas continuaram na década de 1990 durante a administração Clinton, que alargou a anti-regulação através da sua Ordem Executiva 12866. Esta OE 12866 alterou alguns dos princípios de Reagan, exigindo a existência de benefícios como justificação das medidas, em vez da exigência de serem superiores aos custos, e acrescentou a “redução da discriminação ou do enviesamento” como um dos benefícios a ser analisados. A crítica de aspetos da ACB, incluindo avaliações incertas, desconto de valores futuros, e o cálculo do risco, foram usados para argumentar que a ACB não deveria ser usada no processo regulatório. O uso da ACB no processo regulatório prosseguiu sob a administração de Obama, embora continue o debate sobre o seu valor prático e objetivo. Alguns analistas opõem-se ao uso da ACB na execução de políticas, enquanto os que estão a favor salientam as melhorias na análise e nos cálculos que dela advêm.

## Precisão
O valor da análise custo – benefício depende da precisão das estimativas dos vários custos e proveitos. Estudos comparativos indicam que tais estimativas são muitas vezes imperfeitas, impedindo melhorias em termos de eficiência de Pareto e de eficiência de Kaldor-Hicks.
Nas causas destas imperfeições contam-se:
1. Confiar demasiado em dados de projetos anteriores (muitas vezes diferindo significativamente em função ou da dimensão ou dos níveis de perícia da equipe que os dirige)
2. Uso de impressões subjetivas pelos membros da equipe de avaliação
3. Uso de métodos inapropriados para derivar o custo monetário dos elementos intangíveis
4. Enviesamento de avaliação pelos apoiantes do projeto (à procura de razões para prosseguir).

Os grupos de interesses podem tentar incluir ou excluir de uma análise custos significativos para influenciar o resultado.
No caso do Ford Pinto (onde, por causa de falhas de projeto, o Pinto podia incendiar-se no caso de colisão com a traseira do veículo), a decisão da empresa foi não recolher os veículos defeituosos. A análise custo-benefício da Ford tinha estimado que com base no número de carros em circulação e a taxa de prováveis acidentes, as indemnizações por mortes devido a falha de projeto custariam aproximadamente US$49,5 milhões o que comparava com os custos de recolha das viaturas de US$137,5 milhões. A Ford ignorou (ou considerou insignificante) os custos da publicidade negativa que resultariam da decisão, que forçaram depois à recolha das viaturas e a um prejuízo nas vendas.
Em economia da saúde, alguns analistas consideram que a análise custo-benefício pode ser um instrumento de medida inadequado, porque os métodos de disponibilidade para pagar (willingness-to-pay) para determinação do valor da vida humana podem ser influenciados pelo nível de rendimento. Aconselham o uso de alternativas como a análise custo-utilidade (cost–utility analysis) e anos de vida ajustados pela qualidade (quality-adjusted life year) para analisar os efeitos das políticas de saúde.
Na regulação ambiental e da saúde ocupacional, tem sido argumentado que se tivessem sido aplicadas as modernas análises custo-benefício prospectivamente a decisões como a proibição da gasolina com chumbo, ou a construção da Barragem Hoover no Rio Colorado e a regulação da exposição dos trabalhadores ao cloreto de vinilo, tais medidas não teriam sido implementadas, ainda que agora sejam consideradas como altamente vantajosas em retrospectiva. A Lei do Ar Limpo (Clean Air Act) de 1963 nos EUA tem sido citada em estudos retrospectivos como um caso onde os benefícios suplantam os custos, mas o conhecimento dos benefícios (atribuíveis em grande medida à redução da emissão de partículas) apenas foi alcançado muitos anos após a aprovação da lei.

## Leituras adicionais
- Campbell, Harry; Brown, Richard (2003). Benefit-Cost Analysis: Financial and Economic Appraisal Using Spreadsheets. [S.l.]: Cambridge University Press. ISBN 0-521-82146-0
- Chakravarty, Sukhamoy (1987). «Cost-benefit analysis». The New Palgrave: A Dictionary of Economics. 1. London: Macmillan. pp. 687–690. ISBN 0-333-37235-2
- David, R., Ngulube, P. & Dube, A., 2013, ‘A cost-benefit analysis of document management strategies used at a financial institution in Zimbabwe: A case study’, SA Journal of Information Management 15(2), Art. #540, 10 pages. http://www.sajim.co.za/index.php/SAJIM/article/view/540/640
- Dupuit, Jules (1969). «On the Measurement of the Utility of Public Works». In:  Arrow, Kenneth J.; Scitovsky, Tibor. Readings in Welfare Economics. London: Allen and Unwin. ISBN 0-04-338038-7
- Eckstein, Otto (1958). Water-resource Development: The Economics of Project Evaluation. Cambridge: Harvard University Press
- Folland, Sherman; Goodman, Allen C.; Stano, Miron (2007). The Economics of Heath and Health Care Fifth ed. New Jersey: Pearson Prentice Hall. pp. 83–84. ISBN 978-0-13-227942-0
- Ferrara, A. (2010). Cost-Benefit Analysis of Multi-Level Government: The Case of EU Cohesion Policy and US Federal Investment Policies. London and New York: Routledge. ISBN 978-0-415-56821-0
- Frank, Robert H. (2000). «Why is Cost-Benefit Analysis so Controversial?». Journal of Legal Studies. 29 (S2): 913–930. doi:10.1086/468099
- Hirshleifer, Jack (1960). Water Supply: Economics, Technology, and Policy. Chicago: University of Chicago Press
- Huesemann, Michael H., and Joyce A. Huesemann (2011). Technofix: Why Technology Won’t Save Us or the Environment, Chapter 8, “The Positive Biases of Technology Assessments and Cost Benefit Analyses”, New Society Publishers, Gabriola Island, British Columbia, Canada, ISBN 0865717044, 464 pp.
- Maass, Arthur, ed. (1962). Design of Water-resource Systems: New Techniques for Relating Economic Objectives, Engineering Analysis, and Governmental Planning. Cambridge: Harvard University Press
- McKean, Roland N. (1958). Efficiency in Government through Systems Analysis: With Emphasis on Water Resources Development. New York: Wiley
- Nas, Tevfik F. (1996). Cost-Benefit Analysis: Theory and Application. Thousand Oaks, CA: Sage. ISBN 0-8039-7133-8
- Portney, Paul R. (2008). «Benefit-Cost Analysis». In:  David R. Henderson (ed.). Concise Encyclopedia of Economics 2nd ed. Indianapolis: Library of Economics and Liberty. ISBN 978-0-86597-665-8
- Richardson, Henry S. (2000). «The Stupidity of the Cost-Benefit Analysis». Journal of Legal Studies. 29 (S2): 971–1003. doi:10.1086/468102
- Quigley, John; Walls, Lesley (2003). «Cost-Benefit Modelling for Reliability Growth». Journal of the Operational Research Society. 54 (12): 1234–1241. doi:10.1057/palgrave.jors.2601633
- Sen, Amartya (2000). «The Discipline of Cost-Benefit Analysis». Journal of Legal Studies. 29 (S2): 931–952. doi:10.1086/468100

## Nota
- Este artigo foi inicialmente traduzido, total ou parcialmente, do artigo da Wikipédia em inglês cujo título é «Cost–benefit analysis».